# Portugal no Campeonato Europeu de Futebol de 2008
Portugal participou, pela quinta vez, e quarta consecutiva, numa fase final do Campeonato Europeu de Futebol, que é disputada na Áustria e Suíça.
A seleção portuguesa chegou aos quartos-finais da competição, sendo derrotado por 2-3 pela Seleção Alemã de Futebol, depois de ter vencido o seu grupo.

## Eliminatórias
Nas eliminatórias de qualificação, Portugal disputou um dos dois primeiros lugares com a Arménia, o Azerbaijão, a Bélgica, o Cazaquistão, a Finlândia, a Polónia e  a Sérvia.
A qualificação para a fase final do torneio foi garantida no último jogo, a 21 de Novembro de 2007 no Estádio do Dragão, contra a Finlândia, jogo que ficou 0 a 0.

## Estágio de preparação
Antes da partida para a Suíça a seleção das quinas irá fazer um estágio de preparação em Viseu, entre 18 e 31 de Maio, partindo depois, no dia 1 de Junho para a Suíça.

### Jogos de preparação
| 6 de Fevereiro de 2008 19:45 Jogo amigável | Itália                                         | 3 – 1 | Portugal     | Estádio Letzigrund, Zurique |
|                                            | Luca Toni 45+1' · Pirlo 51' · Quagliarella 78' |       | Quaresma 77' |                             |

| | |  | | |
| | Cartões & substituições                                                                                           |  | | |
| Zambrotta F. Grosso 29' Barzagli S. Perrotta 53' De Rossi Gamberini 53' Luca Toni Borriello 71' Oddo Cassetti 81' | Zambrotta F. Grosso 29' Barzagli S. Perrotta 53' De Rossi Gamberini 53' Luca Toni Borriello 71' Oddo Cassetti 81' |  | P. Ferreira Caneira 45' Petit Meira 45' Deco Nani 45' Makukula H. Almeida 57' Maniche R. Meireles 62' Bosingwa J. Ribeiro 69' | P. Ferreira Caneira 45' Petit Meira 45' Deco Nani 45' Makukula H. Almeida 57' Maniche R. Meireles 62' Bosingwa J. Ribeiro 69' |

| 26 de Março de 2008 19:30 Jogo amigável | Portugal       | 1 – 2 | Grécia                     | LTU Arena, Düsseldorf          |
|                                         | Nuno Gomes 75' |       | Giorgos Karagounis 33' 60' | Árbitro: Knut Kirchen Alemanha |

| | |  | | |
| | Cartões & substituições |  | | |
| Simão J. Moutinho 18' Pepe 32' Pepe Bruno Alves 45' Meira H. Almeida 45' Caneira Miguel 45' J. Moutinho 58' Quaresma R. Meireles 62' M. Veloso J. Ribeiro 69' | Simão J. Moutinho 18' Pepe 32' Pepe Bruno Alves 45' Meira H. Almeida 45' Caneira Miguel 45' J. Moutinho 58' Quaresma R. Meireles 62' M. Veloso J. Ribeiro 69' |  | Charisteas 11' Patsatzoglou 29' Patsatzoglou Seitaridis 45' Antzas Loukas Vyntra 45' Torosidis Goumas 45' Amanatidis Samaras 45' Gekas Giannakopoulos 45' Basinas 51' Charisteas Salpigidis 69' Giannakopoulos 86' | Charisteas 11' Patsatzoglou 29' Patsatzoglou Seitaridis 45' Antzas Loukas Vyntra 45' Torosidis Goumas 45' Amanatidis Samaras 45' Gekas Giannakopoulos 45' Basinas 51' Charisteas Salpigidis 69' Giannakopoulos 86' |

| 31 de Maio de 2008 18:15 Jogo amigável | Portugal                           | 2 – 0 | Geórgia | Estádio do Fontelo, Viseu |
|                                        | J. Moutinho 19' · Simão 45' (g.p.) |       |         | Árbitro: Levi Meir Israel |

| | |  | | |
| | Cartões & substituições |  | | |
| Ricardo Quim 45' Sinão Nani 45' R. Carvalho Bruno Alves 45' C. Ronaldo Quaresma 45' Petit M. Veloso 45' Deco R. Meireles 45' Bosingwa Miguel 63' Pepe Meira 63' Nuno Gomes H. Postiga 63' J. Moutinho H. Almeida 72' | Ricardo Quim 45' Sinão Nani 45' R. Carvalho Bruno Alves 45' C. Ronaldo Quaresma 45' Petit M. Veloso 45' Deco R. Meireles 45' Bosingwa Miguel 63' Pepe Meira 63' Nuno Gomes H. Postiga 63' J. Moutinho H. Almeida 72' |  | Iashvili Devdariani 45' Tskitishvili Klimiashvili 45' Kobiashvili Gotsiridze 45' Kenia Barabadze 67' Navalovski Menteshashvili 81' | Iashvili Devdariani 45' Tskitishvili Klimiashvili 45' Kobiashvili Gotsiridze 45' Kenia Barabadze 67' Navalovski Menteshashvili 81' |

## Equipamentos
A 24 de Março foi a apresentação oficial dos novos equipamentos da seleção que serão usados durante o torneio.
| Camisa da equipe | Camisa da equipe | Camisa da equipe |
| Shorts da equipe |                  |                  |
| Meiões da equipe |                  |                  |
|                  |                  |                  |
| Oficial          |                  |                  |

| Camisa da equipe | Camisa da equipe | Camisa da equipe |
| Shorts da equipe |                  |                  |
| Meiões da equipe |                  |                  |
|                  |                  |                  |
| Alternativo      |                  |                  |

## Jogadores Convocados
A lista de jogadores da seleção portuguesa convocados para a prova foi divulgada a 12 de Maio de 2008.

Nota: Os dados dos jogadores estão em conformidade com o dia da convocatória
| #  | Nome              | Posição | Idade                             | Internac. | Clube              |
| -- | ----------------- | ------- | --------------------------------- | --------- | ------------------ |
| 1  | Ricardo           | GR      | 11 de fevereiro de 1976 (49 anos) | 74 (0)    | Bétis de Sevilha   |
| 12 | Quim              | GR      | 13 de novembro de 1975 (49 anos)  | 25 (0)    | Benfica            |
| 12 | Nuno              | GR      | 25 de janeiro de 1974 (51 anos)   | 0 (0)     | Porto              |
| 22 | Rui Patrício      | GR      | 15 de fevereiro de 1988 (37 anos) | 0 (0)     | Sporting           |
| 2  | Paulo Ferreira    | DF      | 18 de janeiro de 1979 (46 anos)   | 46 (0)    | Chelsea            |
| 3  | Bruno Alves       | DF      | 27 de novembro de 1981 (43 anos)  | 10 (1)    | Porto              |
| 4  | Bosingwa          | DF      | 24 de agosto de 1982 (42 anos)    | 7 (0)     | Chelsea            |
| 5  | Fernando Meira    | DF      | 5 de junho de 1978 (46 anos)      | 48 (2)    | VfB Stuttgart      |
| 13 | Miguel            | DF      | 4 de janeiro de 1980 (45 anos)    | 46 (1)    | Valência           |
| 14 | Jorge Ribeiro     | DF      | 9 de novembro de 1981 (43 anos)   | 8 (0)     | Boavista           |
| 15 | Pepe              | DF      | 26 de fevereiro de 1983 (42 anos) | 2 (0)     | Real Madrid        |
| 16 | Ricardo Carvalho  | DF      | 18 de maio de 1978 (46 anos)      | 42 (4)    | Chelsea            |
| 6  | Raul Meireles     | MF      | 17 de março de 1983 (41 anos)     | 8 (0)     | Porto              |
| 8  | Petit             | MF      | 25 de setembro de 1976 (48 anos)  | 53 (4)    | Benfica            |
| 10 | João Moutinho     | MF      | 8 de setembro de 1986 (38 anos)   | 12 (0)    | Sporting           |
| 18 | Miguel Veloso     | MF      | 11 de maio de 1986 (38 anos)      | 5 (0)     | Sporting           |
| 20 | Deco              | MF      | 27 de agosto de 1977 (47 anos)    | 52 (3)    | FC Barcelona       |
| 7  | Cristiano Ronaldo | AV      | 5 de fevereiro de 1985 (40 anos)  | 54 (20)   | Manchester United  |
| 11 | Simão             | AV      | 31 de outubro de 1979 (45 anos)   | 60 (14)   | Atlético de Madrid |
| 17 | Ricardo Quaresma  | AV      | 26 de setembro de 1983 (41 anos)  | 20 (2)    | FC Porto           |
| 19 | Nani              | AV      | 17 de novembro de 1986 (38 anos)  | 12 (2)    | Manchester United  |
| 9  | Hugo Almeida      | AV      | 23 de maio de 1984 (40 anos)      | 8 (2)     | Werder Bremen      |
| 21 | Nuno Gomes        | AV      | 5 de julho de 1976 (48 anos)      | 68 (28)   | Benfica            |
| 23 | Hélder Postiga    | AV      | 2 de agosto de 1982 (42 anos)     | 31 (10)   | Panathinaikos      |

A 7 de Julho no último treino da seleção antes do primeiro jogo, Quim lesionou-se, ficando impedido de jogar no torneio. Para o seu lugar foi chamado Nuno.

## Fase de Grupos - Grupo A

### "Quartel General"
O local de estágio de preparação para a prova escolhido, e divulgado a 14 de Dezembro de 2007, e foi Beau-Rivage, na cidade de Neuchâtel, na Suíça.
O local de Quartel General foi escolhido em função do grupo em que Portugal ficou na fase de grupos da prova, o Grupo A, em que todosos jogos serão na Suíça.
Inicialmente a preferência era para que Portugal ficasse num grupo em que os jogos fossem na Áustria (Grupos B e C), mas o sorteio assim não ditou.
No entanto, é visto como vantajoso a estadia na Suíça, pois tem uma vasta comunidade de emigrantes portugueses, que farão certamente relembrar o ambiente nos estádios vivido no Euro 2004.
Nesta primeira fase Portugal ficou no Grupo A. A passagem à fase seguinte será disputada com a Suíça, a República Checa e a Turquia

### Portugal vs Turquia
Portugal venceu a Turquia por 2 golos, com golos de Pepe e Raul Meireles, sendo que para ambos foi o primeiro golo pela seleção. Pepe foi mesmo considerado o melhor jogador da partida.
| 7 de Junho de 2008 | Portugal                       | 2 – 0       | Turquia | Stade de Genève, Genebra Público: 29.106 Árbitro: Herbert Fandel |
|                    | Pepe 61' · Raul Meireles 90+3' | (Relatório) |         |                                                                  |

| PORTUGAL:           |    |                   |  |       |
|                     |    |                   |  |       |
| GR                  | 1  | Ricardo Pereira   |  |       |
| DD                  | 4  | José Bosingwa     |  |       |
| DC                  | 15 | Pepe              |  |       |
| DC                  | 16 | Ricardo Carvalho  |  |       |
| DE                  | 2  | Paulo Ferreira    |  |       |
| MC                  | 8  | Petit             |  |       |
| MC                  | 10 | João Moutinho     |  |       |
| MD                  | 7  | Cristiano Ronaldo |  |       |
| MA                  | 20 | Deco              |  | 90+2' |
| ME                  | 11 | Simão             |  | 83'   |
| AV                  | 21 | Nuno Gomes (c)    |  | 69'   |
| Substituições:      |    |                   |  |       |
| ME                  | 19 | Nani              |  | 69'   |
| MA                  | 6  | Raul Meireles     |  | 83'   |
| DC                  | 5  | Fernando Meira    |  | 90+2' |
| Treinador:          |    |                   |  |       |
| Luiz Felipe Scolari |    |                   |  |       |

| TURQUIA:       |    |                    |     |     |
|                |    |                    |     |     |
| GR             | 23 | Volkan Demirel     |     |     |
| DD             | 22 | Hamit Altıntop     |     | 76' |
| DC             | 2  | Servet Çetin       |     |     |
| DC             | 4  | Gökhan Zan         | 51' | 55' |
| DE             | 3  | Hakan Balta        |     |     |
| MD             | 18 | Mevlüt Erdinç      | 4'  |     |
| MC             | 5  | Emre Belözoğlu (c) |     |     |
| ME             | 7  | Mehmet Aurélio     |     |     |
| MA             | 21 | Mevlüt Erdinç      |     | 46' |
| MA             | 17 | Tuncay Şanlı       |     |     |
| AV             | 8  | Nihat Kahveci      |     |     |
| Substituições: |    |                    |     |     |
| DC             | 20 | Sabri Sarıoğlu     | 73' | 46' |
| DC             | 15 | Emre Aşık          |     | 55' |
| AV             | 9  | Semih Şentürk      |     | 76' |
| Treinador:     |    |                    |     |     |
| Fatih Terim    |    |                    |     |     |

| Homem do Jogo Pepe Árbitros Auxiliares Carsten Kadach Volker Wezel 4º Árbitro Viktor Kassai |

### República Checa vs Portugal

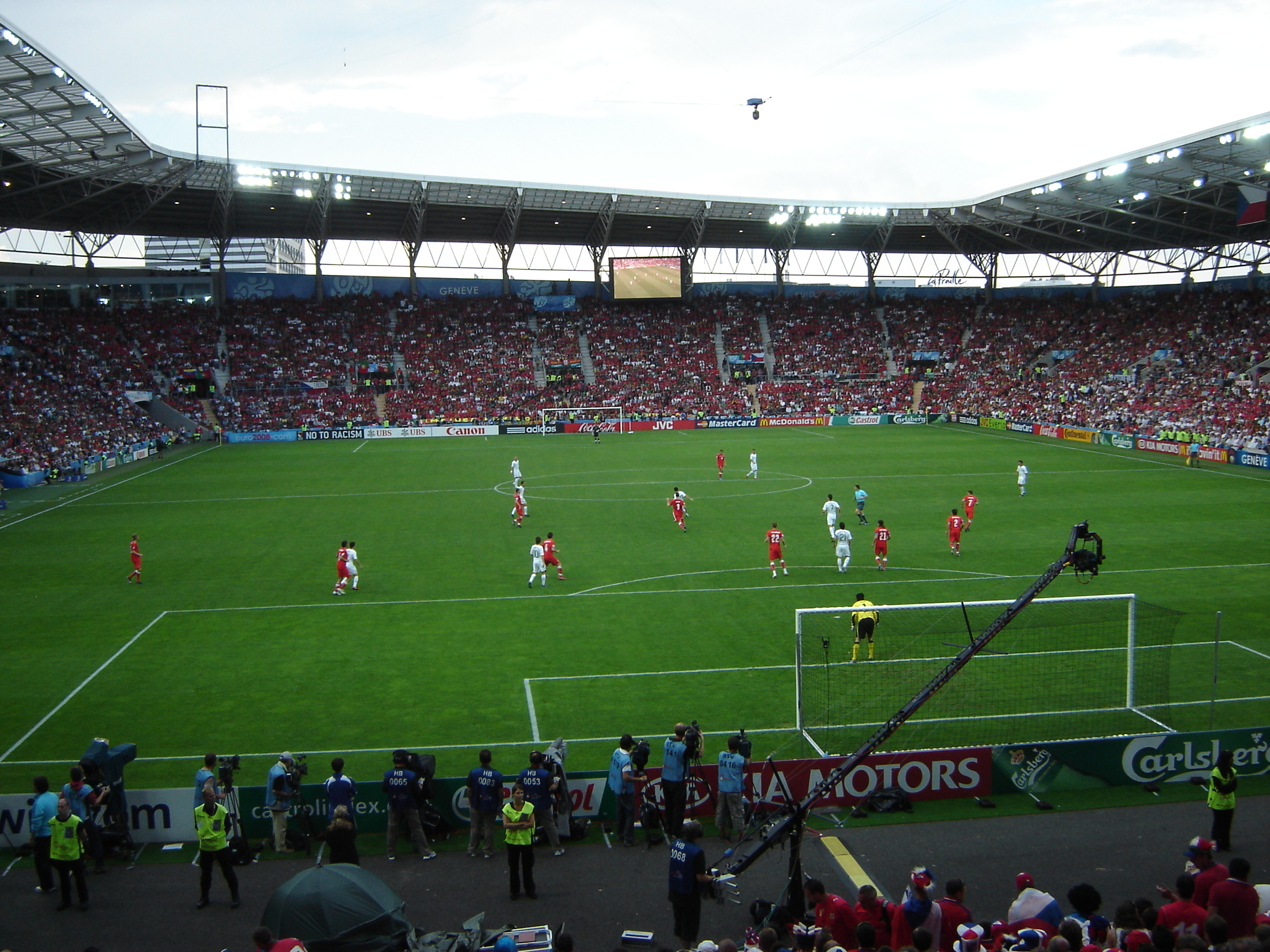
Lance do jogo República Checa-Portugal, 11/6/2008

Portugal venceu a República Checa por 3 golos a 1, com golos de Deco, Cristiano Ronaldo e Quaresma, pelo lado português, e de Sionko, do lado checo.

Cristiano Ronaldo foi eleito o melhor jogador da partida.
Após este jogo ter terminado, tendo a seleção garantido a passagem aos quartos finais, foi anunciado que Luiz Felipe Scolari iria treinar o Chelsea a partir de 1 de Julho

| 11 de Junho de 2008 18:00 | República Checa | 1 – 3       | Portugal                               | Stade de Genève, Genebra Público: 29.016 Árbitro: Kyros Vassaras |
|                           | Sionko 17'      | (Relatório) | Deco 8' · Ronaldo 63' · Quaresma 90+1' |                                                                  |

| República Checa: |    |                    |     |     |
|                  |    |                    |     |     |
| GR               | 1  | Petr Čech          |     |     |
| DD               | 2  | Zdeněk Grygera     |     |     |
| DC               | 21 | Tomáš Ujfaluši (c) |     |     |
| DC               | 22 | David Rozehnal     |     |     |
| DE               | 6  | Marek Jankulovski  |     |     |
| MD               | 4  | Tomáš Galásek      |     | 73' |
| MC               | 17 | Marek Matějovský   |     | 68' |
| MC               | 3  | Jan Polák          | 22' |     |
| AD               | 7  | Libor Sionko       |     |     |
| AE               | 20 | Jaroslav Plašil    |     | 85' |
| AV               | 15 | Milan Baroš        |     |     |
| Substituições:   |    |                    |     |     |
| AV               | 11 | Stanislav Vlček    |     | 68' |
| AV               | 9  | Jan Koller         |     | 73' |
| MC               | 14 | David Jarolím      |     | 84' |
| Treinador:       |    |                    |     |     |
| Karel Brückner   |    |                    |     |     |

| PORTUGAL:           |    |                   |     |     |
|                     |    |                   |     |     |
| GR                  | 1  | Ricardo Pereira   |     |     |
| DD                  | 4  | José Bosingwa     | 31' |     |
| DC                  | 15 | Pepe              |     |     |
| DC                  | 16 | Ricardo Carvalho  |     |     |
| DE                  | 2  | Paulo Ferreira    |     |     |
| MD                  | 8  | Petit             |     |     |
| MC                  | 10 | João Moutinho     |     | 75' |
| AD                  | 7  | Cristiano Ronaldo |     |     |
| AC                  | 20 | Deco              |     |     |
| AE                  | 11 | Simão             |     | 80' |
| AV                  | 21 | Nuno Gomes (c)    |     | 79' |
| Substituições:      |    |                   |     |     |
| DC                  | 5  | Fernando Meira    |     | 75' |
| AV                  | 9  | Hugo Almeida      |     | 79' |
| AE                  | 17 | Ricardo Quaresma  |     | 80' |
| Treinador:          |    |                   |     |     |
| Luiz Felipe Scolari |    |                   |     |     |

| Homem do Jogo Cristiano Ronaldo Árbitros Assistentes Dimitris Bozatzidis Dimitris Saraidaris 4º Árbitro Kristinn Jakobsson |

### Suíça vs Portugal
Tendo já garantido o primeiro lugar do grupo Luiz Felipe Scolari fez apenas alinhar uma equipa remodelada, para "poupar" os jogadores habitualmente titulares.
Portugal perdeu com a Suíça por 2 golos a 0, ambos marcados por Hakan Yakın, que foi considerado o melhor jogador da partida.
| 15 de Junho de 2008 20:45 | Suíça                | 2 – 0       | Portugal | St. Jakob-Park, Basileia Públic: 39.730 Árbitro: Konrad Plautz |
|                           | Yakin 71' 83' (pen.) | (Relatório) |          |                                                                |

| SUÍÇA:         |    |                      |       |     |
|                |    |                      |       |     |
| GR             | 18 | Pascal Zuberbühler   |       |     |
| DD             | 5  | Stephan Lichtsteiner |       | 83' |
| DC             | 20 | Patrick Müller       |       |     |
| DC             | 4  | Philippe Senderos    |       |     |
| DE             | 3  | Ludovic Magnin (c)   |       |     |
| MD             | 19 | Valon Behrami        |       |     |
| MC             | 15 | Gelson Fernandes     | 90+2' |     |
| MC             | 8  | Gökhan Inler         |       |     |
| ME             | 22 | Johan Vonlanthen     | 37'   | 61' |
| AV             | 10 | Hakan Yakin          | 27'   | 86' |
| AV             | 12 | Eren Derdiyok        |       |     |
| Substituições: |    |                      |       |     |
| MC             | 16 | Tranquillo Barnetta  | 81'   | 61' |
| DC             | 13 | Stéphane Grichting   |       | 83' |
| MC             | 7  | Ricardo Cabanas      |       | 86' |
| Treinador:     |    |                      |       |     |
| Köbi Kuhn      |    |                      |       |     |

| PORTUGAL:           |    |                    |     |     |
|                     |    |                    |     |     |
| GR                  | 1  | Ricardo Pereira    |     |     |
| DD                  | 13 | Miguel             | 81' |     |
| DC                  | 15 | Pepe               |     |     |
| DC                  | 3  | Bruno Alves        |     |     |
| DE                  | 2  | Paulo Ferreira     | 30' | 41' |
| MC                  | 5  | Fernando Meira (c) | 78' |     |
| MC                  | 18 | Miguel Veloso      |     | 71' |
| MC                  | 6  | Raul Meireles      |     |     |
| AD                  | 17 | Ricardo Quaresma   |     |     |
| AE                  | 19 | Nani               |     |     |
| AV                  | 23 | Helder Postiga     |     | 74' |
| Substituições:      |    |                    |     |     |
| DD                  | 14 | Jorge Ribeiro      | 64' | 41' |
| MC                  | 10 | João Moutinho      |     | 71' |
| AV                  | 9  | Hugo Almeida       |     | 74' |
| Manager:            |    |                    |     |     |
| Luiz Felipe Scolari |    |                    |     |     |

| Homem do jogo Hakan Yakin Árbitros Assistentes Egon Bereuter Markus Mayr 4º Árbitro Ivan Bebek |

### Classificação Final da Fase de Grupos
| Pos | Equipe    | Pts | J | V | E | D | GP | GC | SG | Classificado          |
| --- | --------- | --- | - | - | - | - | -- | -- | -- | --------------------- |
| 1   | Portugal  | 6   | 3 | 2 | 0 | 1 | 5  | 3  | +2 | Equipes classificadas |
| 2   | Turquia   | 6   | 3 | 2 | 0 | 1 | 5  | 5  | 0  | Equipes classificadas |
| 3   | Tchéquia  | 3   | 3 | 1 | 0 | 2 | 4  | 6  | −2 | Eliminado             |
| 4   | Suíça (H) | 3   | 3 | 1 | 0 | 2 | 3  | 3  | 0  | Eliminado             |

1. 1 2  Resultado confronto direto: Portugal 2–0 Turquia.
2. 1 2  Resultado confronto direto: Suíça 0–1 República Tcheca.

## Quartos-Finais
No jogo dos quartos-finais opôs a seleção portuguesa à Alemanha, que ficou em 2º lugar no Grupo B.
A seleção portuguesa perdeu por 2-3 terminando assim a sua participação na competição.
| 19 de Junho de 2008 20:45 | Portugal                     | 2 - 3     | Alemanha                                     | St. Jakob-Park, Basileia Público: Árbitro: Peter Fröjdfeldt |
|                           | Nuno Gomes 40' · Postiga 87' | Relatório | Schweinsteiger 22' · Klose 26' · Ballack 61' |                                                             |

| PORTUGAL:           |    |                   |     |     |
|                     |    |                   |     |     |
| GK                  | 1  | Ricardo Pereira   |     |     |
| RB                  | 4  | José Bosingwa     |     |     |
| CB                  | 15 | Pepe              | 60' |     |
| CB                  | 16 | Ricardo Carvalho  |     |     |
| LB                  | 2  | Paulo Ferreira    |     |     |
| DM                  | 8  | Petit             | 26' | 73' |
| DM                  | 10 | João Moutinho     |     | 31' |
| RW                  | 7  | Cristiano Ronaldo |     |     |
| AM                  | 20 | Deco              |     |     |
| LW                  | 11 | Simão             |     |     |
| CF                  | 21 | Nuno Gomes (c)    |     | 67' |
| Substitutions:      |    |                   |     |     |
| MF                  | 6  | Raul Meireles     |     | 31' |
| MF                  | 19 | Nani              |     | 67' |
| FW                  | 23 | Hélder Postiga    | 90' | 73' |
| Seleccionador:      |    |                   |     |     |
| Luiz Felipe Scolari |    |                   |     |     |

| ALEMANHA:         |    |                        |     |     |
|                   |    |                        |     |     |
| GK                | 1  | Jens Lehmann           |     |     |
| RB                | 3  | Arne Friedrich         | 48' |     |
| CB                | 17 | Per Mertesacker        |     |     |
| CB                | 21 | Christoph Metzelder    |     |     |
| LB                | 16 | Philipp Lahm           | 49' |     |
| RM                | 7  | Bastian Schweinsteiger |     | 83' |
| CM                | 6  | Simon Rolfes           |     |     |
| CM                | 13 | Michael Ballack (c)    |     |     |
| LM                | 15 | Thomas Hitzlsperger    |     | 73' |
| CF                | 11 | Miroslav Klose         |     | 89' |
| CF                | 20 | Lukas Podolski         |     |     |
| Substituições:    |    |                        |     |     |
| MF                | 18 | Tim Borowski           |     | 73' |
| MF                | 4  | Clemens Fritz          |     | 83' |
| DF                | 2  | Marcell Jansen         |     | 89' |
| Seleccionador:    |    |                        |     |     |
| Hans-Dieter Flick |    |                        |     |     |

| Homem do jogo Bastian Schweinsteiger Árbitros assistentes Stefan Wittberg Henrik Andrén 4º Árbitro Kyros Vassaras |

## Golos
Golos marcados pelos jogadores portugueses durante o torneio:
| #     | Jogador           | Fase de Grupos | Fase de Grupos | Fase de Grupos | Quartos Finais | Total |
| #     | Jogador           | /              | /              | /              | /              | Total |
| ----- | ----------------- | -------------- | -------------- | -------------- | -------------- | ----- |
| 6     | Raul Meireles     | 1              | -              | -              | -              | 1     |
| 7     | Cristiano Ronaldo | -              | 1              | -              | -              | 1     |
| 15    | Pepe              | 1              | -              | -              | -              | 1     |
| 17    | Ricardo Quaresma  | -              | 1              | -              | -              | 1     |
| 20    | Deco              | -              | 1              | -              | -              | 1     |
| 21    | Nuno Gomes        | -              | -              | -              | 1              | 1     |
| 23    | Hélder Postiga    | -              | -              | -              | 1              | 1     |
| Total | Total             | 2              | 3              | 0              | 2              | 7     |